# 滝沢滋
滝澤 滋（たきざわ しげる、1964年5月16日 - ）は、日本の紳士服業界におけるメイドトゥメジャーブランドのモデリスト兼仕立て職人。